# Закария Гнунеци
Закария Гнунеци или Лмнеци (арм. Զաքարիա Գնունեցի) — армянский книжник, поэт и миниатюрист XVI века.

## Жизнь и творчество
Родился в деревне Хжиж, рядом с озером Ван. Был из княжеского рода Прошянов, возможно — дальний родственник Хачатура Кечареци. Начальное обучение прошёл, по всей видимости, на острове Лим озера Ван, позже в Ахтамаре, где учился искусству письма и иллюстрирования рукописей у вардапетов Есаи, Григора и Овсепа Ахтамарци. Иногда именуется Хжжеци или Лимеци. Из своих наставников особенно близок был с Овсепом Ахтамарци, после смерти которого написал поэму в его память. После рукоположения в епископы гавара Гнунеац получил прозвище Гнунеци. Был в Риме, где переписал и иллюстрировал для своего учителя Есаи «Историю Александра». В 1540-х годах жил в Константинополе, где подружился с Армянским патриархом Константинополя Аствацатуром и сделал для него ещё одну копию «Истории Александра».

Славился поэтом и искусным миниатюристом, был учителем Акопа Джугаеци. В поэмах чувствуется влияние Нерсеса Шнорали. Точное количество написанных им произведений неизвестно, но ему приписываются несколько десятков поэм и каф, которыми Гнунеци обогащал «Историю Александра». Писал стихи, посвященные тяжелому положению жизни в эмиграции а также стихи любовного содержания.
миниатюры Закарии Гнунеци из Ванского Евангелия 1575 года
- «Хоран»
- «Сошествие Святого Духа»
- «Рождение и поклонение волхвов»

Комментарии
1. ↑  Матенадаран, рукопись № 5472
2. ↑  рукопись хранится в Манчестере, 1544 год
3. ↑  Матенадаран, рукопись № 4831